# Woolungazaur
Woolungasaurus – rodzaj plezjozaura z rodziny Elasmosauridae, żyjącego w kredzie na terenie Australii. Nazwa "Woolunga" pochodzi od aborygeńskiego mitycznego gada.
Woolungazaur osiągał prawdopodobnie długość 9,5 metra. Być może rodził młode pod wodą lub wychodził na brzeg, by złożyć jaja (jak dzisiejsze żółwie). Persson uważa, że zwierzę było blisko spokrewnione z północnoamerykańskim hydralmozaurem.
Szczątki plezjozaura przydzielonego do gatunku Woolungasaurus glendowerensis (46 kręgów, żebra, kości przednich kończyn i obręczy barkowej oraz fragmenty kości kończyn tylnych) odkryto na terenie stanu Queensland, w formacji Wallumbilla, w warstwie reprezentującej alb, około 112-100 milionów lat temu. Szczątki innego woolungazaura (12 kręgów), którego przynależność gatunkowa nie została zdefiniowana, odkryto w formacji Maree (nieokreślony bliżej przedział kredy), w południowej Australii (okolice jeziora Eyre). Ponadto dysponujemy czaszką z Yamborra Creek, (okolice Maxweltown w Queensland), opisaną przez Perssona w roku 1982 i uznawaną za należącą do woolungazaura. Posiada ona na swej powierzchni ślady ugryzień zostawionych prawdopodobnie przez kronozaura, którego szczątki odkryto także na terenie Australii.
Woolungazaurus, zdaniem swojego odkrywcy, P. O. Perssona, stanowił przykład ewolucji mozaikowej. Jest tak, ponieważ obok cech zaawansowanych, jak wydłużona szyja, posiadał pewne cechy pierwotne. Na przykład, w miejscu styku kości kruczych nie tworzył się sercowaty otwór, charakterystyczny dla przedstawicieli jego rodziny żyjących w kredzie.